# Sindrome ipereosinofila idiopatica
La sindrome ipereosinofila idiopatica è una forma di eosinofilia per la quale causa è ignota.

## Incidenza e prevalenza
È una malattia caratteristica dell'età avanzata, è comune nel sesto decennio di vita, invece è molto rara nei neonati.
L'incidenza globale è stimata essere di 1 caso su 7 000 (1 su 250 000 nei neonati, 1 su 150 negli anziani).

## Terapia
La terapia si basa generalmente sulla vigile attesa, ma nel caso in cui la conta di eosinofili crescesse si procede alla somministrazione di corticosteroidi e anticorpi monoclonali. Tuttavia nella letteratura medica sono stati descritti casi di remissione spontanea.

## Prognosi
Data l'indolenza di questa malattia la prognosi varia in base alla conta di eosinofili, più la conta è alta peggiore è la qualità della vita. L'aspettativa di vita può variare leggermente.